# Peter Štepanovský
Peter Štepanovský [peter štěpanouský] (* 12. leden 1988 Skalica) je slovenský fotbalový záložník, hráč klubu FC Zbrojovka Brno. Je bývalým slovenským mládežnickým reprezentantem. Mimo Slovensko působil na klubové úrovni v Arménii a České republice.

## Klubová kariéra
Svoji fotbalovou kariéru začal v rodné Skalici, odkud ještě jako dorostenec odešel nejprve na hostování a později na přestup do Slovanu Bratislava. V týmu se dostal až do prvního mužstva. Slavný moment zažil v posledním předkole Evropské ligy UEFA 2011/12, kdy 27. srpna 2011 vyrovnával v 82. minutě na konečných 1:1 proti AS Roma. Jelikož Slovan vyhrál první zápas 1:0, znamenala tato rozdílová branka postup do základní fáze Evropské ligy.
V roce 2012 tým po 8 letech opustit a odešel do FK Senica. V létě 2013 mu skončila v mužstvu smlouva a zamířil do Spartaku Trnava na roční hostování. Po půl roce v mužstvu předčasně skončil. V únoru 2014 byl na testech v polském klubu Górnik Zabrze. Nakonec odešel do arménského klubu FC Bananc. V červenci 2014 v týmu skončil a vrátil se na Slovensko do klubu DAC 1904 Dunajská Streda. Před sezonou 2015/16 prodloužil kontrakt do léta 2017 s opcí.
V červnu 2017 se dohodl na smlouvě s českým klubem MFK Karviná.
Od sezony 2018/19 je hráčem FC Zbrojovka Brno.

## Reprezentační kariéra
V roce 2010 zasáhl do 5 zápasů za slovenskou jedenadvacítku.